# 黃景明
黃景明（？—？），字可文，號澹叟，福建泉州府晉江縣人，明末清初政治人物。同進士出身。

## 生平
崇禎六年（1633年）癸酉科福建鄉試，崇禎七年（1634年），聯登甲戌科進士，吏部觀政，八年选授廣東長樂縣知縣，十三年擢礼部仪制司主事，十四年升祠祭司员外郎、郎中，九月任廣西督学佥事。迁浙江三衢副使。卒年八十二。

## 家族
五世祖祖黄润，正德辛巳進士，官山西左参政。曾祖黄伯敬，庠生。祖黄囯彦，隆庆丁卯举人、崇府左长史。父黄宗彝，以子景昉封翰林院编修。弟黄景昉，太子少保、户部尚书、文渊阁大学士。